# Очанка лучна
Очанка лучна, очанка Ростковіуса (Euphrasia rostkoviana) — вид трав'янистих рослин родини вовчкових (Orobanchaceae), поширений у Європі.

## Опис

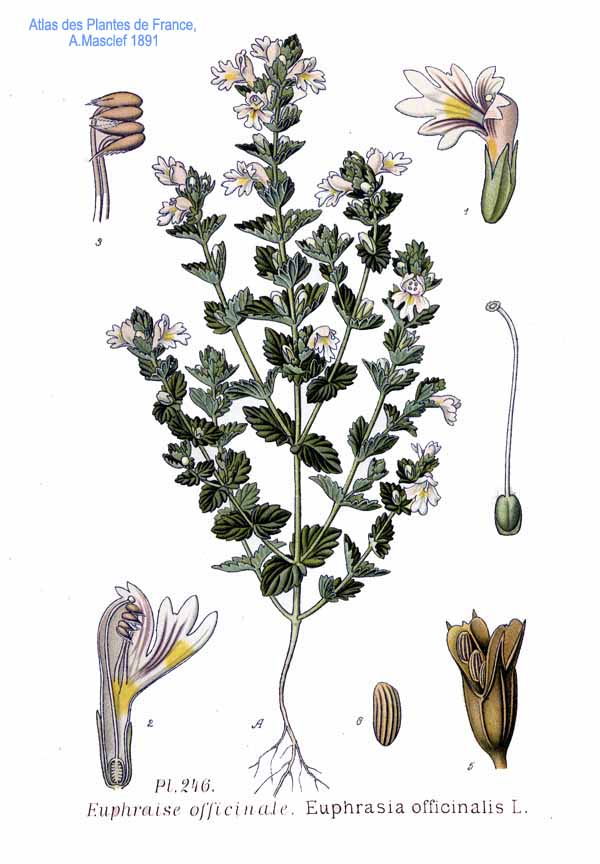
ілюстрація

Однорічна рослина 5–40 см заввишки. Стебла розгалужені, нижче середини з великою кількістю міжвузлів. Стеблові листки гострі. Приквітки залозисто-волосисті. Віночок 9–11 мм довжиною, після цвітіння до 15 мм довжиною.

## Поширення
Поширений у Європі.
В Україні вид зростає на вологих луках і болотах — в Закарпатті, Карпатах, Прикарпатті, Розточчі, Поліссі та Лісостепу.